# Alpan Sagsöz
Alpan Sagsöz (* 15. Januar 1973 in Wipperfürth) ist ein deutscher Romanautor.
Sagsöz ist ein Sohn türkischer Einwanderer. Er wuchs in seinem Geburtsort auf und absolvierte vor seinem Jurastudium eine Ausbildung zum Industriekaufmann. Heute ist er als Rechtsanwalt tätig. Sagsöz lebt in Köln. Seit 2007 schreibt er Geschichten vornehmlich mit interkulturellem Background. Sein Erstlingsroman erschien 2009 mit Die schwarze Katze von Konstantinopel. 2012 folgte sein Jugendroman Türkei-Rallye (2012). Mit beiden Werken wurde er zu Lesungen auf das interkulturelle Literaturfest Literatürk eingeladen. 2015 erschien der Roman Als wir Libellen waren als E-Book. 

## Weblink
- Literatur von und über Alpan Sagsöz im Katalog der Deutschen Nationalbibliothek